# Chór Dziecięcy Akord
Chór Dziecięcy Akord – chór dziecięcy (mieszany) Szkoły Muzycznej w Poznaniu, założony w 1984 r. przez Henryka Górskiego.
Wykonywana muzyka: a cappella, muzyka sakralna, świecka, współczesna muzyka polska, opracowania pieśni ludowych.
Osiągnięcia i nagrody: 
- Międzynarodowy Festiwal Pieśni Chóralnej w Ołomuńcu (1997) – dwa złote medale,
- Festiwal Chórów Chłopięcych i Młodzieżowych w Gießen-Wizack (1990) – II miejsce,
- Międzynarodowy Festiwal Pieśni Chóralnej w Székesfehérvárze – wyróżnienie,
- uczestnictwo w realizacji Borysa Godunowa w Teatrze Wielkim w Poznaniu.